# Golenice
Golenice (niem. Schildberg) – wieś w Polsce położona w województwie zachodniopomorskim, w powiecie myśliborskim, w gminie Myślibórz. 

## Historia
Golenice po raz pierwszy były wzmiankowane w 1276 roku, kiedy to rycerz Dietrich von Kerkow zrezygnował z zamku i miasta Golenice (łac. Castrum et Civitatem Schiltperge) na rzecz margrabiów brandenburskich. W tym czasie Golenice były ośrodkiem administracyjnym ziemi golenickiej (łac. Terra Schiltberghe) obejmującej kilkanaście wsi na obszarze około 2 mil kwadratowych. Dokładniejszy opis ziemi golenickiej w roku 1337 znamy z tzw. Nowomarchijskiej Księgi Ziemskiej Jana von Waldow z lat 1404-1414. Do 1344 roku w Golenicach urzędował także archidiakon; w 1344 roku doszło do połączenia archidiakonatu golenickiego i myśliborskiego. W wieku XIV Golenice należały przeważnie do rodziny von Wedel, chociaż spotykamy tam również przedstawicieli rodów von Jagow czy von Ertmerstorf. Około roku 1408 w posiadanie Golenic wszedł Ulrich von der Ost, a przedstawiciele tego rodu władali Golenicami do 1684 roku. 
Pod koniec XVII wieku Golenice należały do feldmarszałka barona Georga von Derfflinger a następnie do jego syna Friedricha (w kościele golenickim znajduje się ufundowany przez niego w 1698 roku miedziany pająk). Po śmierci tego ostatniego, majątkiem golenickim zarządzała wdowa – Ursula von Osterhausen. Następnie Golenice znalazły się w rękach rodu von Rosey, którzy wybudowali we wsi pałac i nowy kościół. Pod koniec wieku XVIII majątek golenicki należał do rodu von Sydow, a od początku wieku XIX do roku 1901 do rodu von Rieben. W roku 1901 majątek golenicki (wraz z folwarkami w Golczewie i Sarbinowie) stał się własnością rodu von Hohenzollern.
W latach 1945–1954 i 1973-1976 miejscowość była siedzibą gminy Golenice. W latach 1954–1972 wieś należała i była siedzibą władz gromady Golenice. W latach 1975–1998 miejscowość administracyjnie należała do województwa gorzowskiego.

## Zabytki
- Kościół barokowy z poł. XVIII w., zamknięty od wschodu półkoliście, masywna wieża obronna z XV w. o zbarokizowanych elewacjach, podwyższona dwiema drewnianymi nadstawami, każdy z członów zakończony hełmem, zabytkowe wyposażenie, renesansowy ołtarz z wkomponowanymi gotyckimi rzeźbami, barokowa ambona, żyrandole i loża kolatorska[4];
- Zespół rezydencjonalny, późnobarokowy, z II poł. XVIII w.
  - pałac z drugiej poł. XVIII w.
  - zabudowania gospodarcze,
  - ryglowy budynek bramny,
  - park ze starodrzewiem nad Jeziorem Dobropolskim;
- na południe od wsi, w pobliżu jeziora grodzisko średniowieczne, pierścieniowate, zarośnięte drzewostanem. Obwód 260 kroków, średnica 75 kroków. Otoczone fosą o głębokości 8 metrów, fosa wypełniona jest wodą[3].